# Jean Gibelin
Pour les articles homonymes, voir Gibelin.
Jean Gibelin (1875-1960) est un écrivain et historien de la philosophie français.
Enseignant d'allemand, traducteur de philosophie, il est aussi l'auteur de travaux régionalistes sur la langue d'oc et sur l'histoire du protestantisme.

## Biographie
Jean Henri Gibelin naît à Nîmes le 13 octobre 1875. En 1919, il obtient l'agrégation de grammaire. Licencié d'allemand, il soutient en 1934 une thèse de doctorat en philosophie.
Il enseigne l'allemand à Gap, Alès, Nîmes puis Clermont-Ferrand. Après sa retraite, il dispense bénévolement des conférences de grec ancien et de latin à la Faculté de théologie protestante de Paris. Membre de l'Académie de Nîmes de 1942 à sa mort, il la préside en 1949.
Il meurt à Nogent-sur-Marne le 13 octobre 1960.

## Travaux

### Régionalisme
« Conteur en langue d'oc d'inspiration nîmoise », il signe Bérangé (1942) et Bolino (1943), l'histoire de deux « taffataïres », puis Li castagno blanquetto (1944) et Lou mariaje de Justineto (1945). Il procure en 1941 des Considérations sur les idiomes locaux et lecture d'une carte en langue d'oc. Il donne en 1945 une communication sur Antoine Bigot à l'Académie de Nîmes, en 1947 à propos d'une poésie occitane, enfin en 1950 au sujet de la poétesse Dono Andriano.

### Philosophie
En 1934, il soutient et publie sa thèse, qui porte sur la philosophie esthétique de Schelling, qui selon Pascal David « passe [...] sous silence le fait que la Philosophie de l'art se refuse expressément à être une esthétique ». La même année, il publie aussi sa thèse complémentaire portant sur L'Esthétique de Schelling et L'Allemagne de Madame de Staël, où il s'attache à démontrer que l'autrice est largement « rebutée » par le transcendantalisme du penseur.
Il est surtout l'auteur de diverses traductions, dont la réception est mitigée. Celle de la Critique de la raison pratique (1944) est « plutôt à éviter » selon François-Xavier Chenet. Quant à sa version du Précis de l'encyclopédie des sciences philosophiques (1952), bien que jugée « fort élégante » par Thibaut Gress, « elle commettait de nombreuses erreurs qui la rendaient presque inutilisable », selon le même.

### Protestantisme
En février 1954, il est avec Louis Lacroix à l'initiative d'un cycle de conférences publiques sur l'histoire du protestantisme dans le Gard — qui donnera en 1977 naissance à la Société d'histoire du protestantisme de Nîmes et du Gard. La même année, il signe deux articles traitant du rapport de Germaine de Staël avec le protestantisme.

## Ouvrages
- Trad. d'Emmanuel Kant, Prolégomènes à toute métaphysique future qui pourra se présenter comme science, Paris, Vrin, 1930 (BNF 32298857).
- L'Esthétique de Schelling d'après la Philosophie de l'art, Paris, Vrin, 1934 (BNF 32163282).
- L'Esthétique de Schelling et L'Allemagne de Madame de Staël, Paris, Honoré Champion, 1934 (BNF 32163287).
- Trad. de Kant, Le Conflit des facultés en trois sections, Paris, Vrin, 1935 (BNF 32298865).
- Trad. de Kant, Critique du jugement, Paris, Vrin, 1941 (BNF 34891519).
- Trad. d'Arthur Schopenhauer, De la quadruple racine du principe de raison suffisante, Paris, Vrin, 1941 (BNF 32617317).
- Trad. de Kant, La Religion dans les limites de la simple raison, Paris, Vrin, 1943 (BNF 32298862).
- Trad. avec Samuel Jankélévitch de Georg Wilhelm Friedrich Hegel, Esthétique, Paris, Montaigne, 1944 (BNF 35837442).
- Trad. de Kant, Critique de la raison pratique, Paris, Vrin, 1944 (BNF 32298823).
- Trad. de Hegel, Leçons sur la philosophie de l'histoire, Paris, Vrin, 1945 (BNF 41653793).
- Trad. de Kant, Projet de paix perpétuelle, Paris, Vrin, 1947 (BNF 32298877).
- Trad. de Hegel, Précis de l'encyclopédie des sciences philosophiques, Paris, Vrin, 1952 (BNF 32230784).
- Trad. de Kant, Premiers principes métaphysiques de la science de la nature, Paris, Vrin, 1952 (BNF 32298850).
- Trad. de Hegel, Leçons sur la philosophie de la religion, Paris, Vrin, 1959 (BNF 33039724).

## Prix
- Prix Jean-Reynaud de l'Académie des sciences morales et politiques 1953 pour l'ensemble de son œuvre[4]